# Rumæniens præsidenter
Rumænien var et monarki indtil 1947. Siden har Rumæniens præsident været landets statsoverhovede. De enkelte præsidenter har været:
Under Folke- og Socialistiske Republik Rumænien
- Interim Udvalg af Mihail Sadoveanu, Constantin Parhon, Ştefan Voitec, Ion Niculi, Gheorge Stere (30 dec. 1947 – 13 april 1948)
- Constantin Parhon (13. april 1948 – 12. juni 1952)
- Petru Groza (12. juni 1952 – 7. januar 1958)
- Interim: Mihail Sadoveanu og Anton Moisescu (7. januar 1958 – 11. januar 1958)
- Ion Gheorghe Maurer (11. januar 1958 – 21. marts 1961)
- Gheorghe Gheorghiu-Dej (21. marts 1961 – 19. marts 1965)
- Interim: Ion Gheorghe Maurer, Ştefan Voitec og Avram Bunaciu (19. marts 1965 – 24. marts 1965)
- Chivu Stoica (24. marts 1965 – 9. december 1967)
- Nicolae Ceauşescu (9. december 1967 – 22. december 1989)
- Interim: (22. december 1989 – 26. december 1989)

Rumænien (siden 1989)
- Ion Iliescu (26. december 1989 – 29. november 1996)
- Emil Constantinescu (29. november 1996 – 20. december 2000)
- Ion Iliescu (20. december 2000 – 20. december 2004)
- Traian Băsescu (20. december 2004- 16. november 2014)[nb 1]
- Klaus Iohannis (16. november 2014 - 12. februar 2025)
- Ilie Bolojan (12. februar 2025 - 26. maj 2025)
- Nicușor Dan (26. maj 2025 -)

## Officiel titel
- Fra 1948 til 1961 var den officielle titel "Formand af den Store Forsamlings Præsidium".
- Fra 1961 til 1974 var den officielle titel "Præsident af Statsrådet".
- Siden 1974 er titelen "Præsident af Rumænien".